# 慈坝乡
慈坝乡，是中华人民共和国四川省阿坝藏族羌族自治州黑水县下辖的一个乡镇级行政单位。

## 行政区划
慈坝乡下辖以下地区：
格窝村、胜伦村和西北窝村。